# Roberto Quaglia
Pour les articles homonymes, voir Quaglia.
Roberto Quaglia, né le 7 octobre 1962 à Gênes (Italie), est un écrivain de science-fiction italien. 
Il a été traduit en anglais, russe, espagnol, français, tchèque, hongrois et néerlandais.

## Récompenses et distinctions
- Prix British Science Fiction de la meilleure fiction courte  2009pour The Beloved Time of Their Lives (avec Ian Watson)